# Heinz Sauer

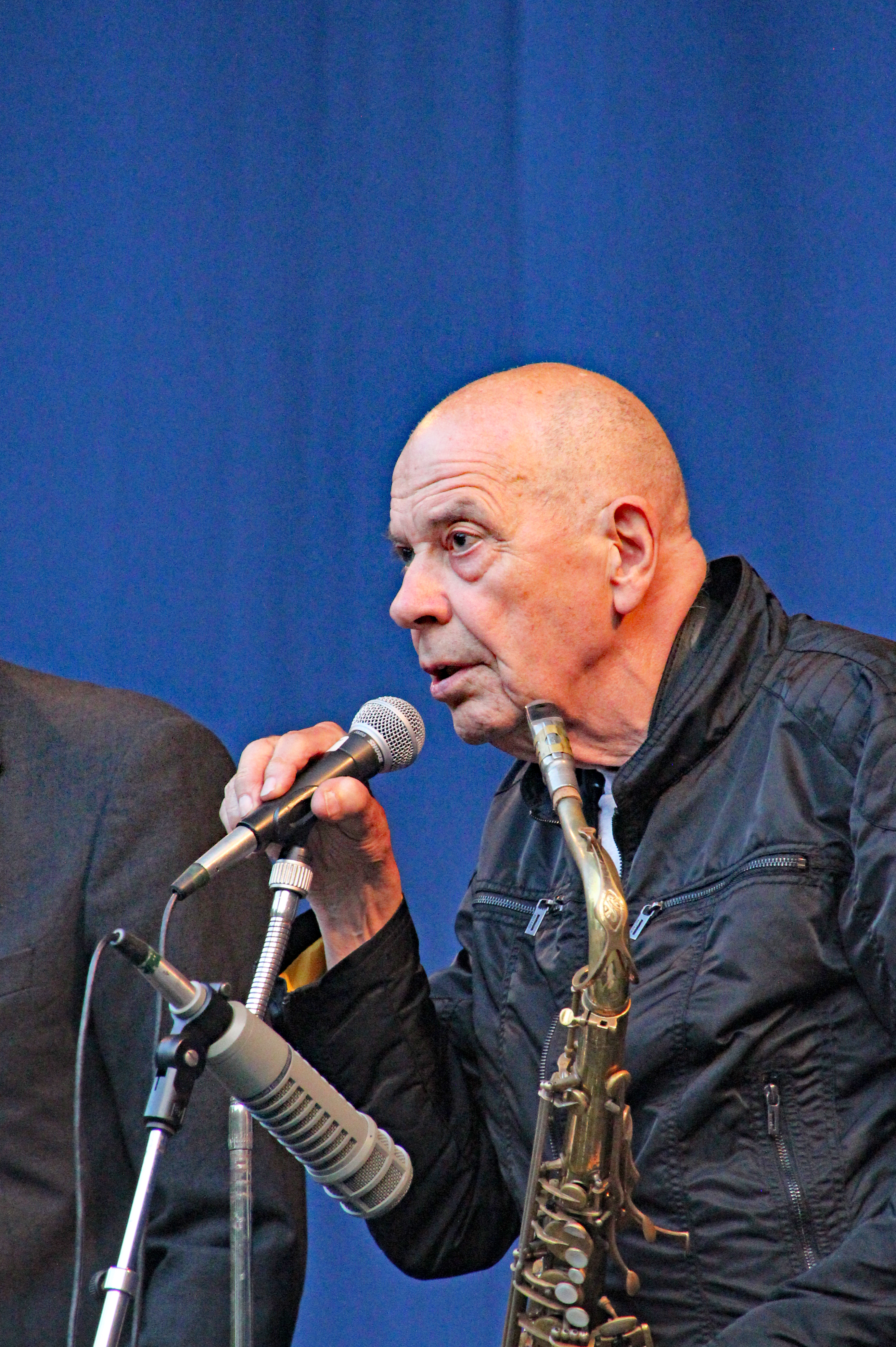
Heinz Sauer (2016)

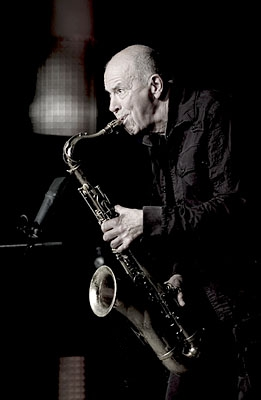
Heinz Sauer (2008)

Heinz Sauer (* 25. Dezember 1932 in Merseburg) ist ein deutscher Jazzmusiker. Er gehört seit Jahrzehnten zu den „Spitzenmusikern“ (Martin Kunzler) des Jazz in Deutschland. Sein „Saxophonspiel ist alles: dicht, weise, vital, schön und unberechenbar.“

## Leben und Wirken
Sauer studierte zunächst Physik, als Musiker ist er Autodidakt. Nach ersten Versuchen als Baritonsaxophonist entschied sich Sauer für das Tenorsaxophon. Seit 1960 ist er langjähriger Weggefährte von Albert Mangelsdorff in dessen Gruppen (bis 1975) und im „Jazz-Ensemble des Hessischen Rundfunks“, aus dem heraus 1974 sich auch die Gruppe Voices mit Bob Degen, Ralf Hübner, Günter Lenz und Günter Kronberg (bzw. nach dessen Tod 1977 Christof Lauer) gründete. 1980 entstand die vielbeachtete Duo-Platte Ellingtonia Revisited gemeinsam mit Degen. 1978 war er der Initiator eines Tenorsaxophon-Summits auf dem Frankfurter Jazzfestival mit seinen Kollegen Archie Shepp und George Adams.
Seit 1991 tritt Sauer als Bandleader mit Gruppen in unterschiedlicher Besetzung auf (u. a. Quartett mit Hans Lüdemann als Pianisten, Stephan Schmolck am Bass, zunächst mit dem englischen Schlagzeuger Steve Argüelles oder dem Vibraphonisten Christopher Dell). In den letzten Jahren hat Heinz Sauer durch die Zusammenarbeit mit Michael Wollny erhöhte Aufmerksamkeit auf sich gezogen. Im Jahre 2005 und 2006 brachte er mit Michael Wollny zwei von Kritikern hochgelobte Alben heraus: Melancholia und Certain Beauty. Beide Alben überzeugen durch Intensität, Gefühl und Impulsivität.
Daneben entstanden Aufnahmen mit u. a. dem Globe Unity Orchestra (1967/70), der NDR Bigband, Volker Kriegel oder dem südafrikanischen Schlagzeuger Makaya Ntshoko oder der Barrelhouse Jazzband. Sauer spielt zwar auch Sopransaxophon und Synthesizer, ist aber besonders für den individuellen, heiseren Klang seines Tenorsaxophons und energie- und spannungsgeladene Improvisationen bekannt: „Wenige Jazzmusiker vermögen ihre Tonbildung mit einer so ununterbrochenen Intensität aufzuladen wie Sauer: Die Töne werden herausgestoßen oder fließen breiig weg wie glühende Lava, sie glitzern eben noch und sind im nächsten Moment fahl, sie sind weich und schön oder werden mit Überblasfarben bis zur Doppeldeutigkeit verändert.“ Für Peter Kemper ist „die kehlige, knurrige Klangfärbung, die kalkulierten Synthesen aus kreischenden Kürzeln und harmonischen Rundungen“ das Ergebnis von Sauers „Konzentration auf das Wesentliche des Ausdrucks.“

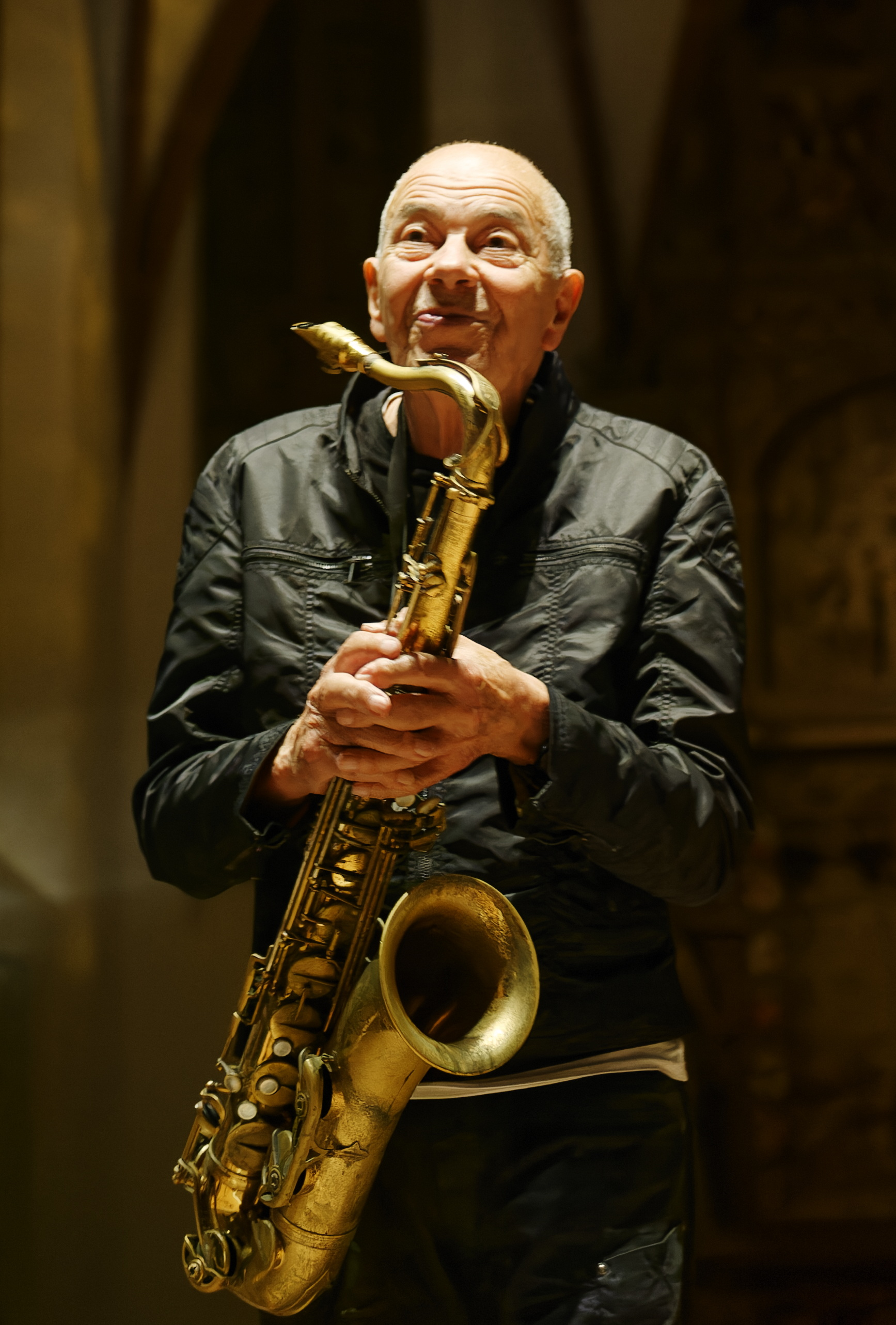
Heinz Sauer in der Stadtkirche Darmstadt 2013

Sauer lebt in Königstein im Taunus.

## Auszeichnungen und Anerkennungen
Er erhielt 1991 den Jazzpreis des Landes Hessen, 1999 den Albert-Mangelsdorff-Preis (Deutscher Jazzpreis) und wurde für seine Produktionen wiederholt mit dem Deutschen Schallplattenpreis ausgezeichnet. Zusammen mit Michael Wollny wurde ihm im Jahr 2008 der SWR-Jazzpreis verliehen. 2013 erhielt er, ebenfalls zusammen mit Michael Wollny, den mit 50.000 Euro dotierten Binding-Kulturpreis.
In Frankreich wählte ein Jazzmagazin das Album Certain Beauty zum Album des Jahres 2006. Zum 75. Geburtstag stellte der HR2 in seiner Jazznacht vom 29. auf den 30. Dezember 2007 das musikalische Werk Sauers für 6 Stunden in den Mittelpunkt.

## Veröffentlichungen (Auswahl)

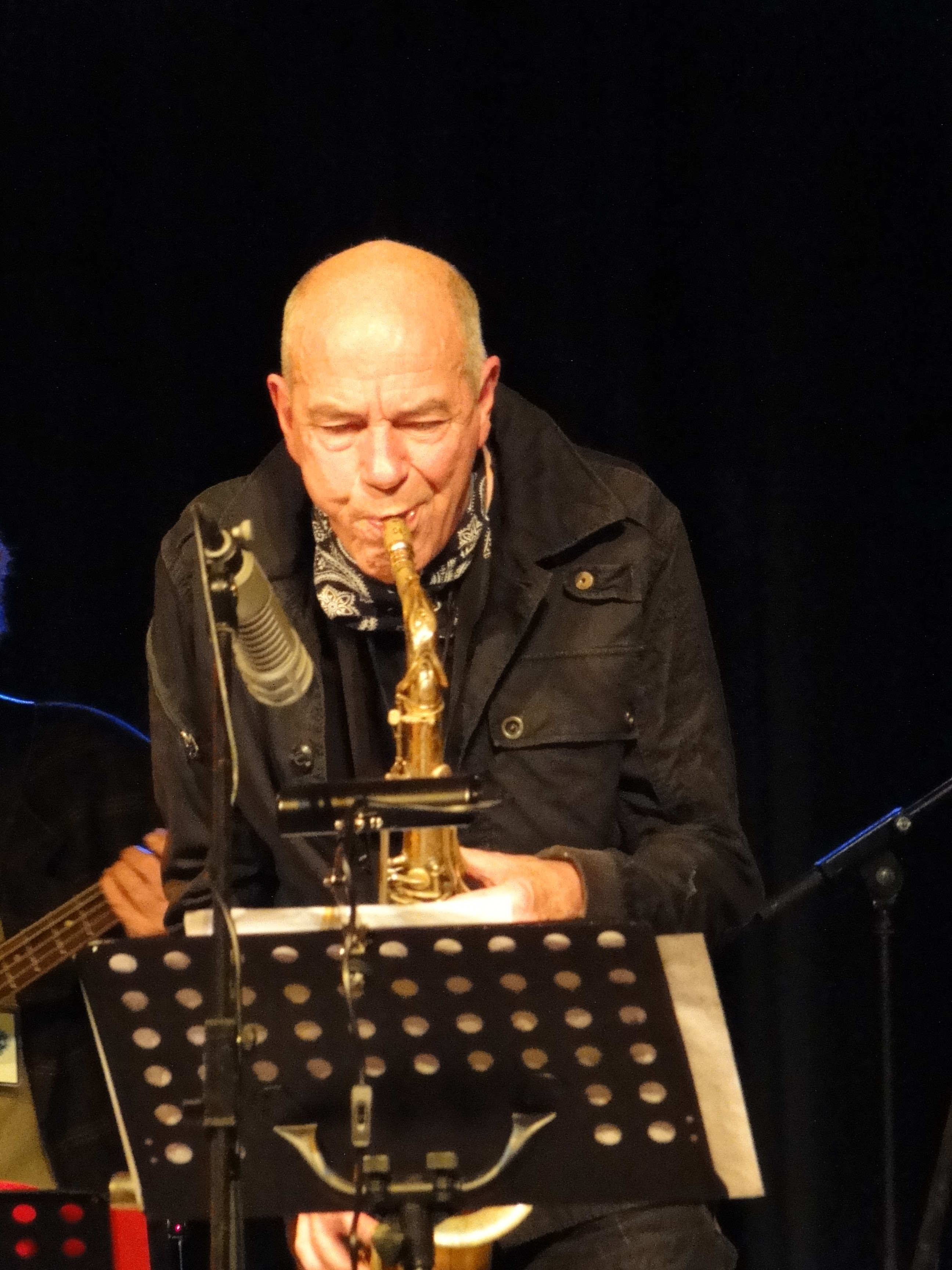
2009 in Hofheim

### Sauer als Leader und Co-Leader
- Heinz Sauer, The Journey (Sampler)
- Heinz Sauer / Michael Wollny Don't Explain – Live in Concert.[3]
- Heinz Sauer / Michael Wollny / Joachim Kühn, If (blue) then (blue)
- Heinz Sauer / Michael Wollny, Certain Beauty
- Heinz Sauer / Michael Wollny, Melancholia (Preis der Deutschen Schallplattenkritik)
- Heinz Sauer Quintet, Lost Ends (mit Stefan Lottermann, Markus Becker, Stephan Schmolck, Steve Argüelles; Deutscher Schallplattenpreis)
- Heinz Sauer 4tet, Exchange 2; Deutscher Schallplattenpreis
- Heinz Sauer Trio, Exchange; Deutscher Schallplattenpreis
- Heinz Sauer / Alfred Harth, Parcours bleu à deux
- Heinz Sauer Quartet, Cherry Bat
- Heinz Sauer / Bob Degen, plaza lost and found
- Heinz Sauer / Bob Degen with Carey Bell, Blues after Sunrise
- Heinz Sauer / Bob Degen, Ellingtonia Revisited
- Heinz Sauer Quartet, Isolation Row
- Heinz Sauer Quartet, Metal Blossoms
- George Adams / Archie Shepp / Heinz Sauer, Frankfurt Workshop '78: Tenor Saxes
- Barrelhouse Jazzband, Michael Sell Trio und Heinz Sauer, Hot and Free

## Literatur

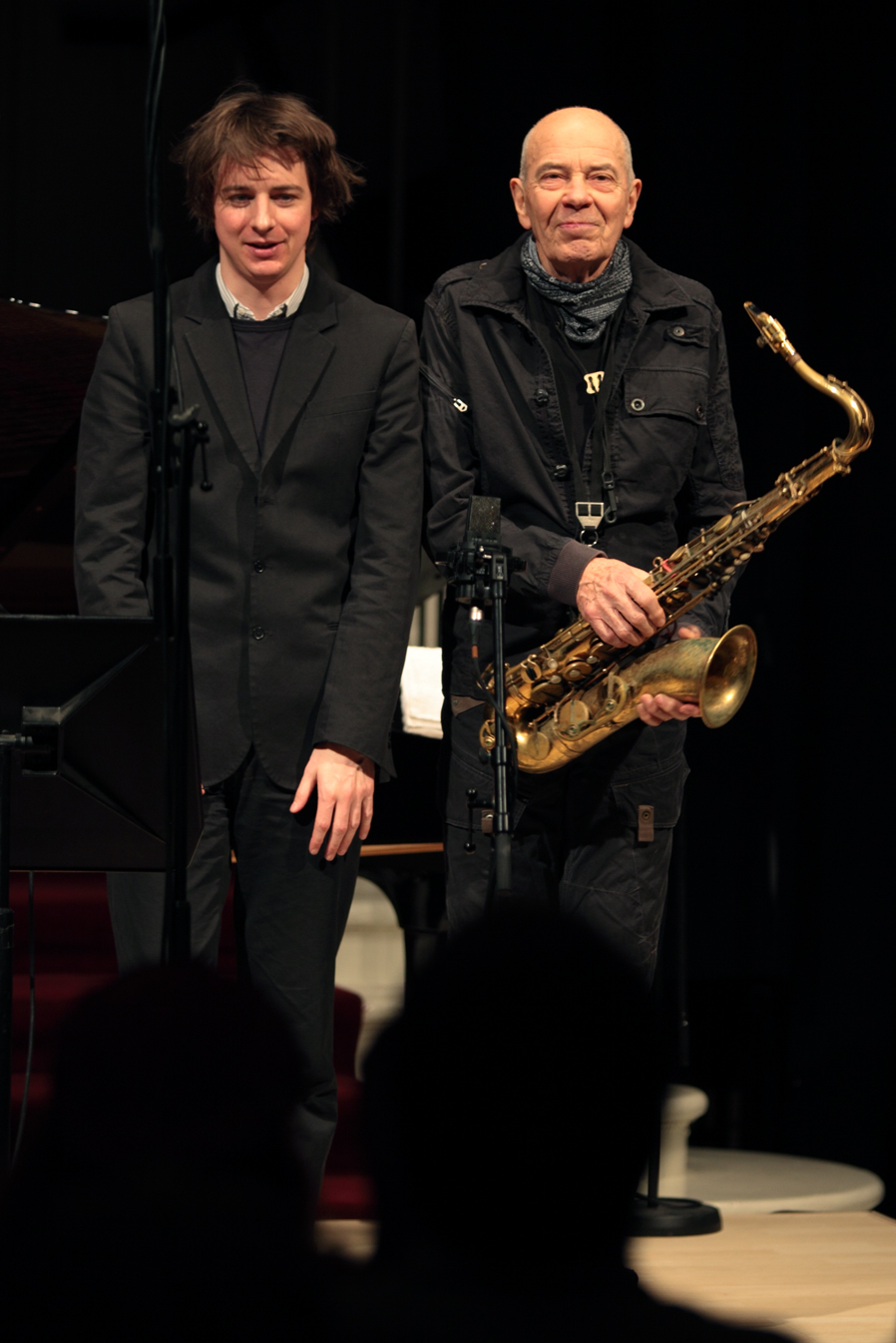
Heinz Sauer (rechts) mit Michael Wollny, 2010

### Mit Voices
- Voices, Rediscover the Beautiful
- Voices, für Wilhelm E.